# Leonor của Bồ Đào Nha
Leonor của Bồ Đào Nha (1434 - 1467) là con gái của vua Duarte I của Bồ Đào Nha và Leonor của Aragon. Bà kết hôn với hoàng đế La Mã Thần thánh Friedrich III.
Bà là mẹ của Maximilian I của Thánh chế La Mã.
Bà mất năm 1467 ở Wiener Neustadt và bà được mai táng trong tu viện dòng Cister của thành phố này.

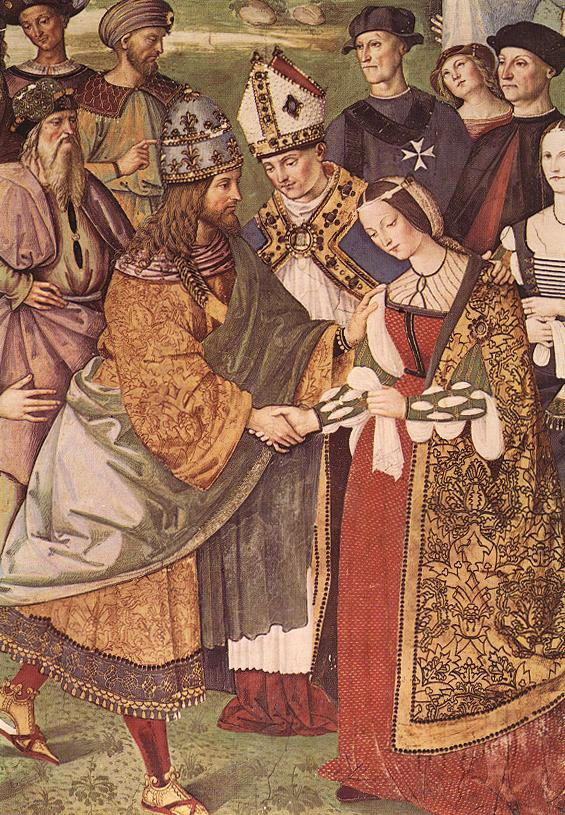
Leonor của Bồ Đào Nha và Friedrich III